# 格雷韋爾希爾鎮區 (阿肯色州懷特縣)
格雷韋爾希爾鎮區（英語：Gravel Hill Township）是位於美國阿肯色州懷特縣的一個行政鎮區。

## 地方資料
格雷韋爾希爾鎮區的面積為37.99平方千米，當中陸地面積為37.62平方千米，而水域面積為0.37平方千米。根據2010年美國人口普查的數據，當地共有人口389人，而人口密度為每平方千米10.24人。